# Szczepionka przeciw COVID-19

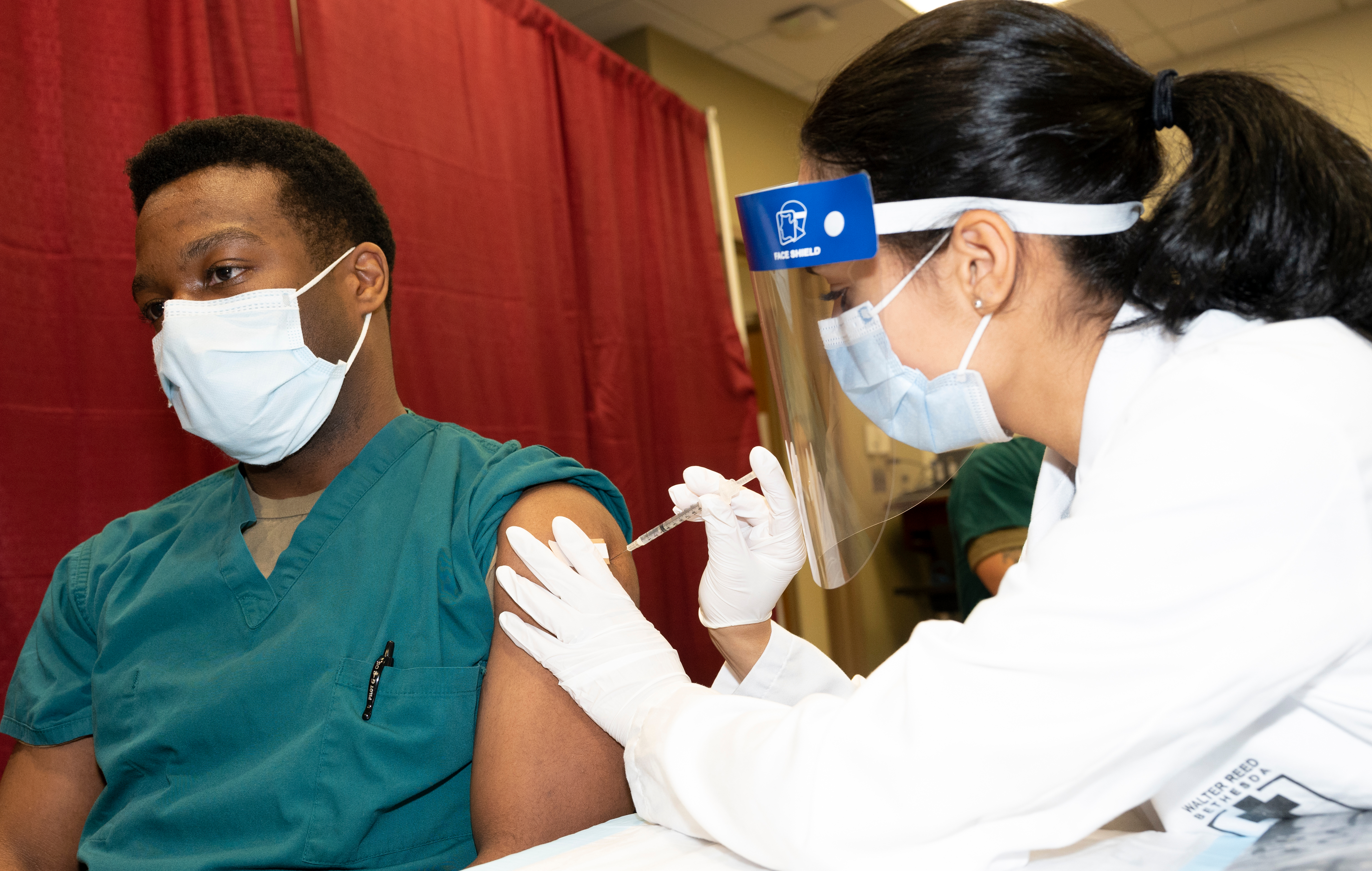
Szczepienie przeciw COVID-19

Szczepionka przeciw COVID-19 (ang. COVID-19 vaccine) – preparat leczniczy przeznaczony do wywołania nabytej odporności przeciwko zakażeniu koronawirusem SARS-CoV-2. W grudniu 2020 na świecie w różnej fazie badań przedklinicznych były 162 szczepionki przeciw COVID-19 oraz 52 w fazie badań klinicznych na ludziach.

## Typy szczepionek przeciw COVID-19

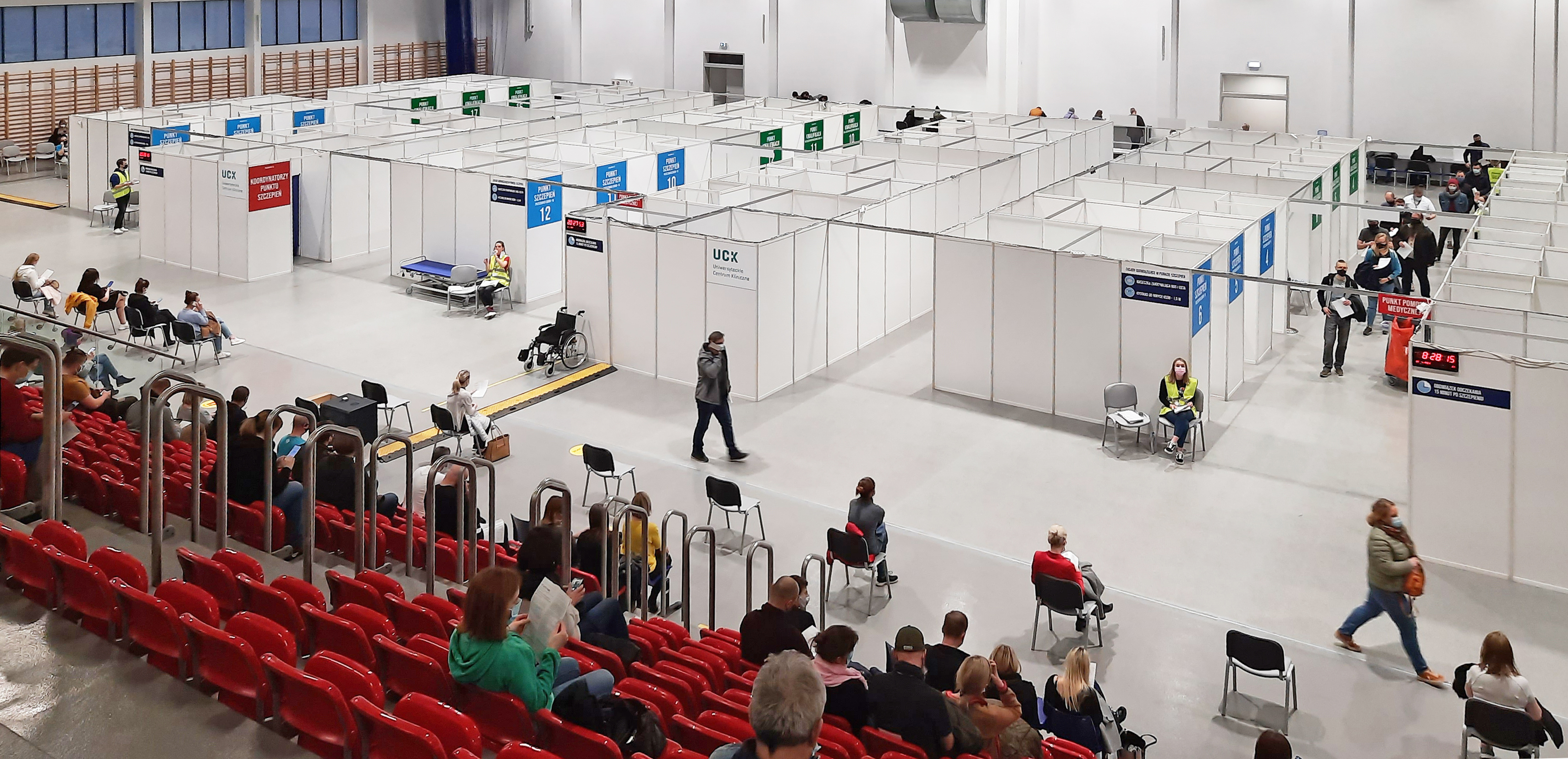
Punkt szczepień przeciw COVID-19 w Gdańskim Uniwersytecie Medycznym

Do opracowania szczepionki chroniącej przed koronawirusem SARS-CoV-2 wykorzystywane są głównie nowe technologie, które mają gwarantować większe bezpieczeństwo. Testowane są różnego typu preparaty, w tym szczepionki DNA i RNA, rekombinowane białka wywołujące odpowiednią reakcję odpornościową, a także czynniki infekcyjne z usuniętymi genami oraz żywe, niepatogenne drobnoustroje przenoszące i eksponujące na swej powierzchni czynniki zakaźne.
Szczepionki przeciwko koronawirusowi opierają się zwykle na konkretnym białku wirusa – glikoproteinie S, zwanym też białkiem kolca. Białko to prowokuje układ immunologiczny człowieka do produkcji licznych przeciwciał atakujących wirusa. Powoduje jednak też powstawanie przeciwciał, które mają niski poziom neutralizacji wirusa i łączą się z nim w taki sposób, że wirus łatwiej wnika do niektórych komórek. Rozwiązaniem tego problemu jest taka modyfikacja białka kolca, aby spowodować powstawanie głównie przeciwciał ochronnych, a tylko w minimalnym stopniu prowokować powstawanie przeciwciał wzmacniających zakażenie.
W fazie badań są szczepionki o różnym schemacie podawania. Przeważają szczepionki wymagające podania ich w dwóch dawkach, przy czym druga dawka, w zależności od preparatu, powinna być podana po 2–12 tygodniach od podania pierwszej. W badaniach też jest szczepionka jednodawkowa i trójdawkowa. Większość szczepionek wymaga podania ich w iniekcji (domięśniowej lub podskórnej), ale w opracowaniu są też szczepionki doustne.

## Szczepionki, które mają być dopuszczone na rynek Unii Europejskiej

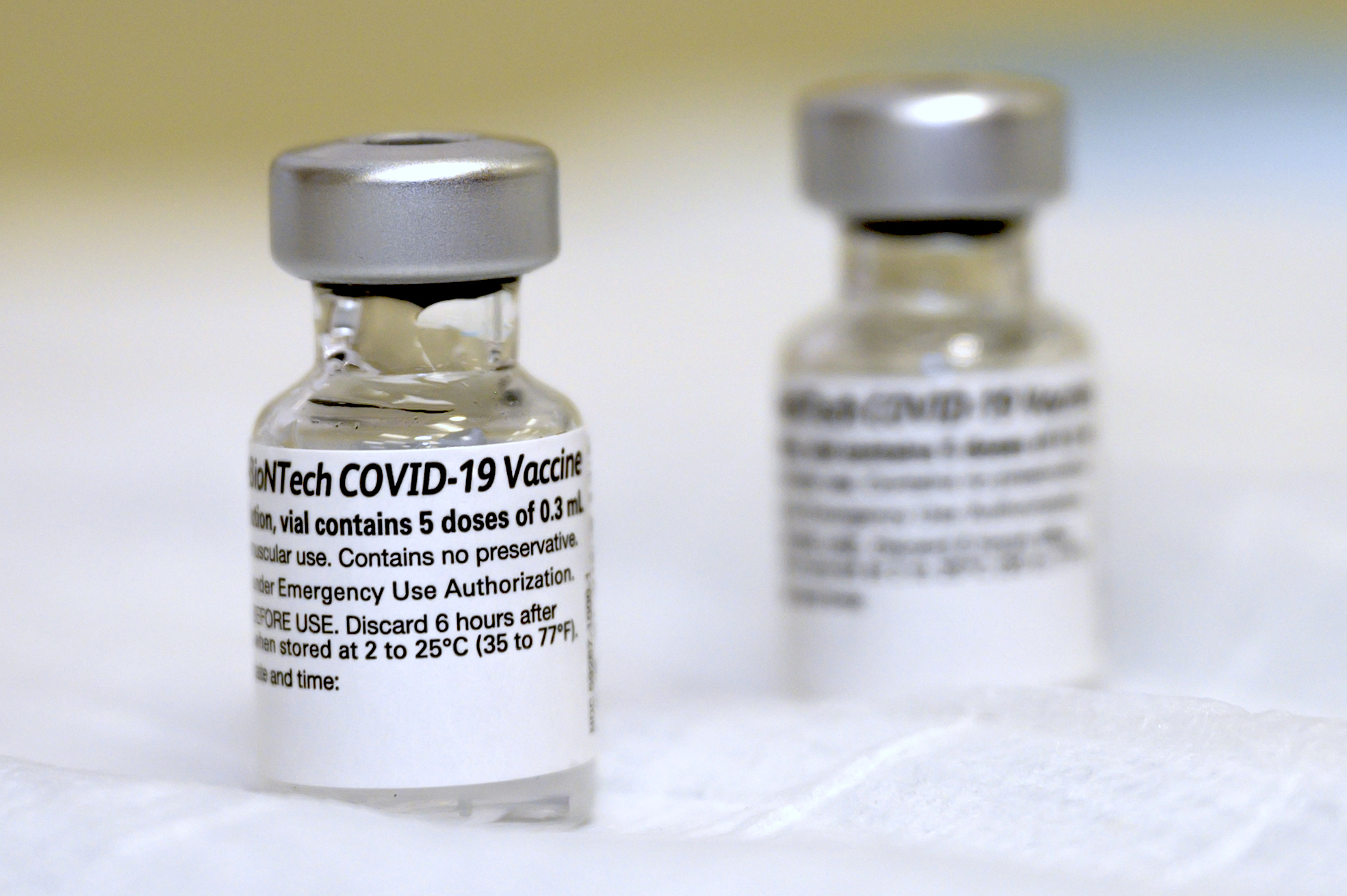
Fiolki ze szczepionkami Pfizer/BioNTech

Na podstawie wspomnianego porozumienia Komisja Europejska jest upoważniona do negocjacji i zawarcia, w imieniu państw członkowskich, tzw. umowy zakupu z wyprzedzeniem (Advance Purchase Agreement – APA) dotyczącej priorytetowych opcji zakupu oraz dostaw szczepionki na COVID-19 do państw członkowskich Unii Europejskiej. Polska stała się stroną tego porozumienia na podstawie uchwały nr 114/2020 Rady Ministrów z 10 sierpnia 2020 w sprawie przystąpienia do porozumienia dotyczącego zakupu szczepionek przeciwko chorobie COVID-19 wywołanej przez wirusa SARS-CoV-2. Według stanu na 12 grudnia 2020 Komisja Europejska podpisała sześć umów zakupu z wyprzedzeniem z przedsiębiorstwami: AstraZeneca, Sanofi/GSK, Janssen Pharmaceutica/Johnson & Johnson, Pfizer/BioNTech, CureVac oraz Moderna.
Polska zdecydowała się na przystąpienie do pięciu z tych umów z następującymi przedsiębiorstwami: AstraZeneca, Janssen Pharmaceutica NV/Johnson & Johnson, Pfizer/BioNTech, CureVac oraz Moderna. Zakup szczepionek będzie finansowany z budżetu państwa, a ich szacowany koszt to ok. 2,4 mld zł. Polska zakontraktowała zakup szczepionek w ramach unijnego porozumienia o ustanowieniu wspólnego mechanizmu zakupów szczepionek z wyprzedzeniem. Wielkość zamówień jest proporcjonalna do liczby mieszkańców. Harmonogram dostaw jest taki sam dla wszystkich krajów (adekwatny do wielkości).

## Omówienie zakontraktowanych szczepionek
| Producent szczepionki                      | Typ szczepionki | Liczba dawek | Temperatura przechowywania | Temperatura przechowywania | Ilość zakupiona |
| Producent szczepionki                      | Typ szczepionki | Liczba dawek | minimalna                  | maksymalna                 | Ilość zakupiona |
| ------------------------------------------ | --------------- | ------------ | -------------------------- | -------------------------- | --------------- |
| Pfizer/BioNTech                            | mRNA            | 2            | −80 °C                     | −60 °C                     | 16,74 mln       |
| Moderna                                    | mRNA            | 2            | −25 °C                     | −15 °C                     | 6,69 mln        |
| CureVac                                    | mRNA            | 2            | −80 °C                     | −60 °C                     | 5,65 mln        |
| AstraZeneca                                | wektorowa       | 2            | +2 °C                      | +8 °C                      | 16,00 mln       |
| Janssen Pharmaceutica NV/Johnson & Johnson | wektorowa       | 1            | +2 °C                      | +8 °C                      | 16,98 mln       |

### Pfizer/BioNTech
Badania nad szczepionką (Comirnaty) prowadzi konsorcjum złożone z przedsiębiorstw Pfizer, BioNTech i Fosun Pharma. W fazie I i II badania, obejmującego 45 osób, oceniono dwie wersje szczepionki SARS-CoV-2-RNA z nanocząstkami lipidowymi (RNA-LNP), oparte na platformie informacyjnego RNA, modyfikowanego nukleozydami (modRNA, BNT162b):
• BNT162b1 (wariant RBP020.3): informacyjny RNA modyfikowany nukleozydami (modRNA) z ograniczoną wrodzoną zdolnością aktywacji czynnika odpornościowego i zwiększoną ekspresją kodującą RBD;
• BNT162b2 (wariant RBP020.2): informacyjny RNA zmodyfikowany nukleozydem (modRNA) jak powyżej, ale kodujący P2S.
Wysokie stężenie IgG wiążących RBD i odpowiedź przeciwciał neutralizujących, a także silne odpowiedzi komórek T CD4 + i CD8 +, osiągano po 7 dniach od podania dawki przypominającej. Towarzyszące skutki niepożądane to: zagrażająca życiu lub umiarkowana (zależna od dawki) reakcja alergiczna u osób podatnych, ból w miejscu wstrzyknięcia, zmęczenie, ból głowy, dreszcze, bóle mięśni i stawów, gorączka. Do dalszych badań (fazy 2/3) wybrano wariant BNT162b2. W tej fazie wykonano randomizowane, kontrolowane placebo badania w celu oceny skuteczności, immunogenności i bezpieczeństwa na 43 448 osobach. Pozytywne wyniki analizy okresowej opublikowano 10 grudnia 2020, podając ogólną skuteczność na poziomie 95%. Badania były prowadzone w 62 ośrodkach na terenie Niemiec i Stanów Zjednoczonych, a trwały w okresie kwiecień – listopad 2020.
Szczepionka została zatwierdzona procedurą EUA (zezwolenie na użycie w nagłych wypadkach) w Wielkiej Brytanii, Bahrajnie, Kanadzie, USA, Kuwejcie, Singapurze i Jordanii. Oczekuje na zezwolenie w procedurze EUA w Indiach. W dniu 21.12.2020. szczepionka, pod nazwą Comirnaty, uzyskała zezwolenie na stosowanie w procedurze EUA w Unii Europejskiej. Pełne zezwolenie na stosowanie szczepionka posiada w Arabii Saudyjskiej, a oczekuje na zezwolenie w Szwajcarii.

### Moderna

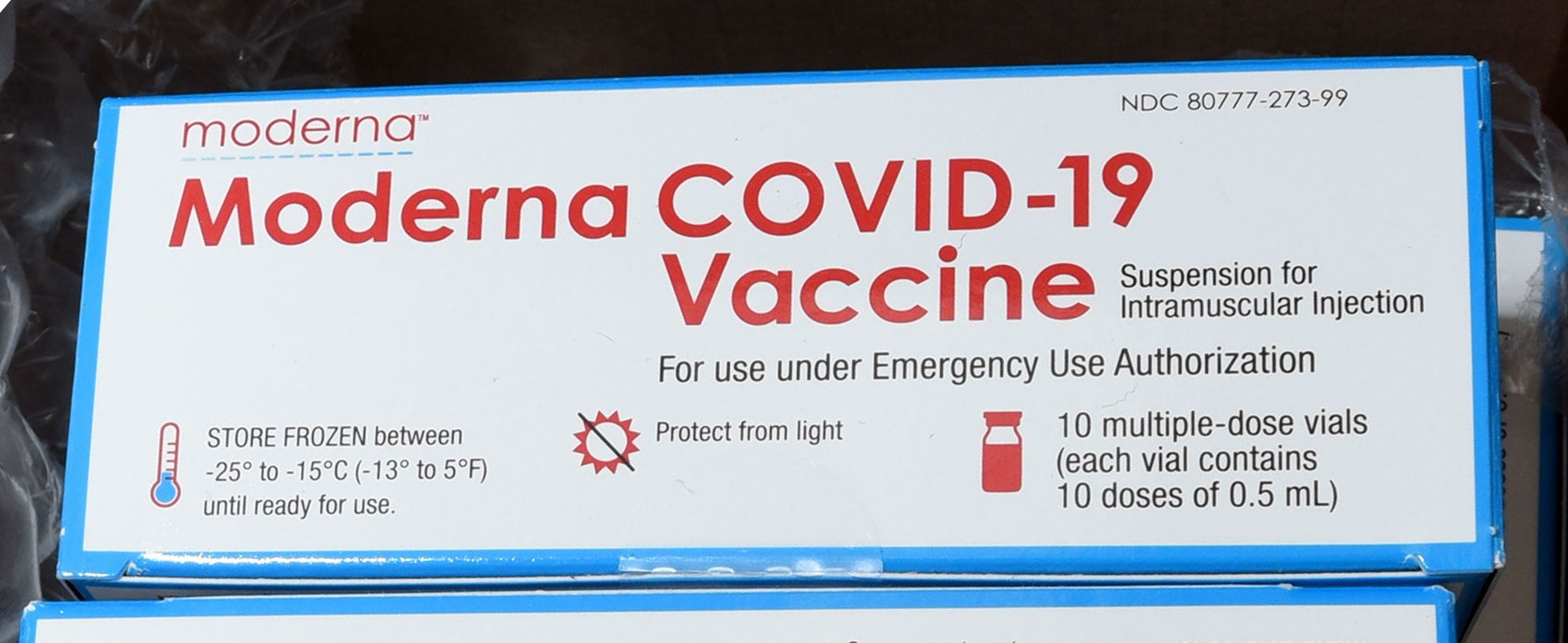
Szczepionka przeciw COVID-19 przedsiębiorstwa Moderna

Badania nad tą szczepionką (mRNA-1273 SARS-CoV-2 Vaccine) prowadzi konsorcjum złożone z przedsiębiorstwa Moderna oraz dwóch amerykańskich instytucji rządowych: wchodzącego w skład Narodowych Instytutów Zdrowia Narodowego Instytutu Alergii i Chorób Zakaźnych (NIAID) i biura BARDA (Biomedical Advanced Research and Development Authority).
mRNA-1273 jest zawiesiną kodującego mRNA i stabilizowanego przed fuzją białka S SARS-CoV-2 w nanocząstce lipidowej (LNP), składającej się z czterech lipidów: jonizowalny lipid SM-102 (heptadekan-9-ylo 8-((2-hydroksye, tylo)(6-okso-6-(undecyloksy) heksyl)amino) oktanian); cholesterol; 1,2-distearoilo-sn-glicero-3 fosfocholina (DSPC); i 1-monometoksypolietylenoglikol-2,3-dimyrystyloglicerol z glikolem polietylenowym o średniej masie cząsteczkowej 2000 (PEG2000-DMG).
W pierwszym badaniu obejmującym 45 osób i jego kontynuacji na 34 osobach wykazano występowanie zależnej od dawki odpowiedzi wiążących i neutralizujących przeciwciał w schemacie dwudawkowym o trwałości co najmniej 90 dni od drugiej dawki. Zauważone działania niepożądane to: gorączka, zmęczenie, ból głowy, ból mięśni i ból w miejscu wstrzyknięcia.
W fazie III wykonano randomizowane, kontrolowane placebo badanie w celu oceny skuteczności, immunogenności i bezpieczeństwa na 30 tys. osób. Pozytywne wyniki analizy okresowej ogłoszono 15 listopada 2020. Szczepionka wykazała 94,5 proc. skuteczności. Badania są prowadzone w 100 ośrodkach w USA a zaplanowane na okres lipiec 2020 – październik 2022.
Szczepionka uzyskała zezwolenie w procedurze EUA w USA, UE, Wielkiej Brytanii i Kanadzie oraz oczekuje na pełne zezwolenie w Szwajcarii.

### CureVac
Badania nad tą szczepionką CVnCoV prowadzi konsorcjum złożone z przedsiębiorstwa CureVac i organizacji pozarządowej CEPI.
CVnCoV należy do grupy szczepionek zawierających informację genetyczną w postaci mRNA, pozwalającą na produkcję w komórce wybranych białek patogenu, które następnie są prezentowane na powierzchni komórek układowi immunologicznemu. Cząsteczka RNA po wytworzeniu białka ulega szybkiej degradacji. W odpowiedzi na szczepionkę, układ immunologiczny wytwarza odpowiedź, która uniemożliwia namnażanie się wirusa i chroni przed chorobą. W fazie I badania brało udział 168 osób. W fazie II wykonano wieloośrodkowe, kontrolowane placebo badanie na 691 osobach i uzyskano, m.in. potwierdzenie dawki. Badania są prowadzone głównie w Belgii, ale także w trzech ośrodkach w Niemczech, a zaplanowane na okres czerwiec 2020 – sierpień 2021.

### AstraZeneca
Badania nad tą szczepionką (AZD1222) prowadzi konsorcjum złożone z University of Oxford i AstraZeneca.
AZD1222 jest rekombinantem defektywnym pod względem replikacji adenowirusa szympansa, wykazującym ekspresję powierzchniowej glikoproteiny SARS-CoV-2S wzbudzanej przez ludzkiego wirusa cytomegalii, głównego bezpośredniego promotora, zawierającego intron A z ludzką sekwencją liderową tPA na końcu N, który określany jest, określając skrótowo, zmodyfikowanym wektorem adenowirusa szympansa (ChAdOx1).
W fazie I i II tego badania, obejmującego 543 osoby wykazano, że przeciwciała swoiste dla białka spike powstawały w 28 dniu, a przeciwciała neutralizujące po podaniu dawki przypominającej w 56 dniu. Zauważone działania niepożądane to: ból w miejscu wstrzyknięcia, ból głowy, gorączka, dreszcze, ból mięśni, złe samopoczucie u ponad 60% uczestników. Podawany jednocześnie paracetamol pozwalał niektórym uczestnikom zwiększyć tolerancję działań niepożądanych. W fazie III wykonano randomizowane, kontrolowane placebo badania w celu oceny skuteczności, immunogenności i bezpieczeństwa na 30 tys. osób z Wielkiej Brytanii i Brazylii. Pozytywne wyniki analizy okresowej opublikowano 8 grudnia 2020. Ogólna skuteczność wyniosła 70%, w zakresie od 62% do 90% przy różnych schematach dawkowania. Badania są prowadzone w 20 ośrodkach w Wielkiej Brytanii, Brazylii i Indiach, a zaplanowane na okres maj 2020 – sierpień 2021.
Szczepionka oczekuje na zezwolenie w procedurze EUA w Indiach i Kanadzie oraz na pełne zezwolenie w Szwajcarii.

### Janssen Pharmaceutica NV / Johnson & Johnson
Badania nad tą szczepionką (Ad26.COV2.S) prowadzi konsorcjum złożone z koncernu Janssen Pharmaceutica/Johnson & Johnson i szpitala BIDMC.
Ad26.COV2.S należy do grupy szczepionek, których zasada działania oparta jest na wektorach, którymi są aktywne wirusy zmodyfikowane w sposób minimalizujący ryzyko zakażenia. Wektory po dostaniu się do komórki człowieka są w stanie wytworzyć wybrane białka patogenu, przeciwko któremu ma być skierowana reakcja immunologiczna organizmu. W tym przypadku jest to niereplikujący się wektor wirusowy (adenowirus serotyp 26). W fazie I i II tego badania brało udział 1419 osób. Stwierdzono, że serokonwersja dla przeciwciał S wynosi powyżej 95%, a działania niepożądane to ból w miejscu wstrzyknięcia, zmęczenie, ból głowy i bóle mięśni. W fazie III wykonano randomizowane, podwójnie zaślepione, kontrolowane placebo badanie w celu oceny skuteczności, immunogenności i bezpieczeństwa na 40 tys. osób.
Badania są prowadzone w 291 ośrodkach w Stanach Zjednoczonych, Argentynie, Brazylii, Chile, Kolumbii, Meksyku, Peru, Filipinach i Południowej Afryce a zaplanowane na okres maj 2020 – listopad 2021.

## Inne szczepionki
Na dzień 11 maja 2022 w użyciu były 32 szczepionki. Na różnych etapach badań klinicznych znajdowało się 335 kandydatów na szczepionki.
| Rodzaj szczepionki         | Faza badań     | Faza badań | Faza badań | Faza badań | Faza badań | Faza badań |
| Rodzaj szczepionki         | Przedkliniczna | Faza I/II  | Faza III   | Faza IV*   | W użyciu   | Razem*     |
| -------------------------- | -------------- | ---------- | ---------- | ---------- | ---------- | ---------- |
| RNA                        | 26             | 16         | 3          | 2          | 2          | 47         |
| DNA                        | 16             | 9          | 3          | 0          | 1          | 29         |
| Wektorowa (niereplikująca) | 26             | 8          | 2          | 3          | 4          | 40         |
| Wektorowa (replikująca)    | 18             | 7          | 0          | 0          | 0          | 25         |
| Inaktywowana               | 5              | 11         | 7          | 3          | 12         | 35         |
| Żywa atenuowana            | 2              | 1          | 0          | 0          | 0          | 3          |
| Podjednostkowa             | 71             | 21         | 18         | 1          | 12         | 112        |
| Wirusopodobna              | 22             | 4          | 2          | 0          | 1          | 29         |
| Inne/Nieokreślone          | 32             | 5          | 0          | 0          | 0          | 37         |
| Razem                      | 218            | 82         | 35         | 9          | 32         | 367*       |

* szczepionki w fazie IV z definicji są w użyciu